# Berg (Lübbenau/Spreewald)
Berg, niedersorbisch Gora, war bis Juni 2014 ein Wohnplatz von Groß Lübbenau und gehörte somit zur Stadt Lübbenau/Spreewald im Landkreis Oberspreewald-Lausitz in Brandenburg. Zusammen mit dem östlich angrenzenden Wohnplatz Scheddis bildete Berg den Teil Groß Lübbenaus, der nicht durch den Braunkohletagebau Seese-Ost devastiert wurde. Der Ort wurde auch als Bergschänke oder Bergförsterei bezeichnet.

## Geschichte
Die Siedlung Berg liegt bzw. lag westlich von Groß Lübbenau am Abzweig der Verbindungsstraße nach Groß Lübbenau zwischen Boblitz und Bischdorf. 1798 gab es die Bergschänke bereits. Sie gehörte damals zum Calauischen Kreis im Kurfürstentum Sachsen. Im Jahr 1806 kam Berg als Teil des Calauischen Kreises in das Königreich Sachsen. Nach der auf dem Wiener Kongress im Jahr 1815 beschlossenen Teilung des Königreiches Sachsen kam Berg zum Königreich Preußen. Nach der Gebietsreform dort im folgenden Jahr gehörte die Siedlung zum Landkreis Calau in der Provinz Brandenburg.
In der Topografisch-statistischen Übersicht des Regierungsbeziks Frankfurt a.d.O. aus dem Jahr 1844 ist die Siedlung Bergförsterei Etablissement (in diesem Fall eine Gaststätte) zu Groß Lübbenau verzeichnet, wohin die Bewohner des Gehöfts auch eingepfarrt waren. Die Einzelsiedlung hatte zu diesem Zeitpunkt neun Einwohner. Danach wird die Siedlung nicht mehr aufgeführt.
Am 1. Juli 1950 wechselte die Gemeinde Groß Lübbenau mit Berg und Scheddis in den Landkreis Lübben. Seit der DDR-Kreisreform am 25. Juli 1952 gehörte das Gebiet der Siedlung Berg zum Kreis Calau im Bezirk Cottbus. Nach der Wiedervereinigung gehörte der Bereich zum Landkreis Calau in Brandenburg, der 1993 im neuen Landkreis Oberspreewald-Lausitz aufging. Im Gemeinde- und Ortsteilverzeichnis wurde Berg zeitweise als Wohnplatz der Gemeinde Groß Lübbenau geführt. Am 26. Oktober 2003 wurde Groß Lübbenau in die Stadt Lübbenau/Spreewald eingemeindet, womit auch der Wohnplatz Berg zu Lübbenau kam. Am 28. Juni 2014 wurde Berg aus dem Gemeinde- und Ortsteilverzeichnis gestrichen und hörte somit rechtlich auf zu existieren.